# Zigrasimeciinae
Zigrasimeciinae este o subfamilie de furnici, cunoscută din perioada Cretacic, denumită inițial ca tribul Zigrasimeciini în cadrul subfamiliei Sphecomyrminae de Borysenko, 2017, Hey a descris o femelă neobișnuită cu trăsături neobișnuite, în special cea foarte specializată, a fost ridicată la subfamilie completă în 2020. Conține trei genuri descrise. Ele sunt uneori cunoscute ca „furnici de fier”, cu referire la părțile bucale cu vârfuri dense, care amintesc de un dispozitiv de tortură „fecioara de fier”, care au fost probabil folosite pentru a prinde prada.. Boltonimecia canadensis a fost descrisă din chihlimbar canadian din Alberta, Canada, în timp ce specia de Protozigrasimecia și Zigrasimecia sunt ambele cunoscute exclusiv din chihlimbarul birmanez cenomanian găsit în Myanmar.

## Genuri și specii
- Boltonimecia Borysenko, 2017
  - B. canadensis (Wilson, 1985)
- Protozigrasimecia Cao et al., 2020
  - P. chauli Cao et al., 2020
- Zigrasimecia Barden & Grimaldi, 2013
  - Z. ferox Perrichot, 2014
  - Z. goldingot Zhuang et al. 2021[4]
  - Z. hoelldobleri Cao et al., 2020
  - Z. tonsora Barden & Grimaldi, 2013